# Acrystal
 (janvier 2010).
Si vous disposez d'ouvrages ou d'articles de référence ou si vous connaissez des sites web de qualité traitant du thème abordé ici, merci de compléter l'article en donnant les références utiles à sa vérifiabilité et en les liant à la section « Notes et références ».
Acrystal est une marque française déposée de matériaux de moulage non toxiques utilisant l'eau comme unique solvant.

## Applications
Simple d'utilisation, sans odeur et sans produit toxique, Acrystal remplace souvent avantageusement des résines polyester, polyuréthane ou époxyde dans des applications aussi diverses que :
- architecture
- architecture d'intérieur
- scénographie
- art[3],[4]
- artisanat
- moules
- chapes de moule
- modèles
- muséographie
- scénographie
- maquette
- parcs d'attractions.

## Utilisation
L'Acrystal permet :
- le moulage en masse dans des moules en silicone ;
- le rotomoulage dans des moules fermés ;
- la réalisation de panneaux fins et légers stratifiés avec de la fibre de verre ;
- la projection fine au pistolet sur des supports de type polystyrène ;
- l'application en couches épaisses sur des formes destinées à l'usinage en commande numérique.

De couleur blanche, l'Acrystal peut recevoir des pigments, ainsi que des charges minérales ou métalliques au moment du mélange, ainsi que des patines et peintures après démoulage afin d'obtenir des effets de surface réalistes, tels du bois, du bronze, du cuivre, du marbre ou du grès.

## Particularités
Parmi les caractéristiques de l'Acrystal, on peut relever :
- le classement au feu M1 [5] ;
- l'absence de production de chaleur ;
- l'absence de retrait au séchage ;
- le nettoyage des outils à l'eau froide ;
- l'allongement de la durée de vie des moules en silicone ;
- application directe sur le polystyrène.